# Friedrich Wilhelm Hemprich
Friedrich Wilhelm Hemprich (Glatz (Neder-Silezië), 24 juni 1796 - Massawa (Eritrea), 30 juni 1825) was een Duitse natuuronderzoeker, zoöloog en arts.

## Leven
Hemprich studeerde in Breslau en Berlijn geneeskunde en behaalde de graad van doctor. In Berlijn sloot hij vriendschap met Christian Gottfried Ehrenberg, die net als Hemprich een grote belangstelling voor natuurlijke historie had. In 1820/21 werden beiden door Martin Lichtenstein uitgenodigd om mee te gaan op een expeditie naar Egypte als natuuronderzoekers. De reis ging van Caïro naar Derna (Libië). Op een tweede expeditie van 1821 tot 1825 reisden zij over de rivier de Nijl naar het zuiden, doorkruisten de Sinaïwoestijn en Libanon en reisden door de Rode Zee. Onderweg verzamelden zij natuurhistorisch interessante specimens. Hemprich overleed in de haven van Massawa aan tropische koorts.

## Werk
- Symbolæ physicæ. Mittler, Berlin 1828–33 pm. (co: Christian Gottfried Ehrenberg)
- Reisen in Aegypten, Libyen, Nubien und Dongola. Mittler, Berlin 1828 pm.
- Grundriß der Naturgeschichte für höhere Lehranstalten. Rücker, Berlin 1820–29 pm.